# Missulena bradleyi
Missulena bradleyi, também conhecida pelo nome comum aranha-rato, é uma espécie de aranha pertencente à família Actinopodidae. A aranha é endêmica na costa leste da Austrália.
William Joseph Rainbow descreveu a aranha-rato em 1914 a partir de um espécime coletado no norte de Sydney por Henry Horton Burton Bradley (1845–1918), presidente do conselho de curadores do Museu Australiano na época. Descrevendo o espécime "bonito e surpreendentemente marcado" como uma "novidade decidida", Rainbow nomeou a espécie em homenagem ao seu colecionador, que ele declarou ser o primeiro colecionador de aranhas australianas.

## Descrição
As aranhas-rato são frequentemente confundidas com as aranhas-teia-de-funil (Família Atracidae, umas das espécies: Atrax robustus), também australianas. As presas da aranha-rato geralmente se cruzam levemente, enquanto as das aranhas-teia-de-funil permanecem paralelas, com gotas de veneno nas pontas. As Atracidae também tem uma fieira mais longa. As aranhas-rato fêmeas são maiores e mais fortes que as aranhas machos, com quelíceras poderosas. O macho, que tem uma carapaça toda preta e uma área azulada pálida no topo do abdômen, vaga do fim fevereiro a maio à procura de uma fêmea. Eles às vezes caem em piscinas quando estão perambulando. É comum o aumento de casos de envenenamentos durante esse período.

## Alimentação e dieta

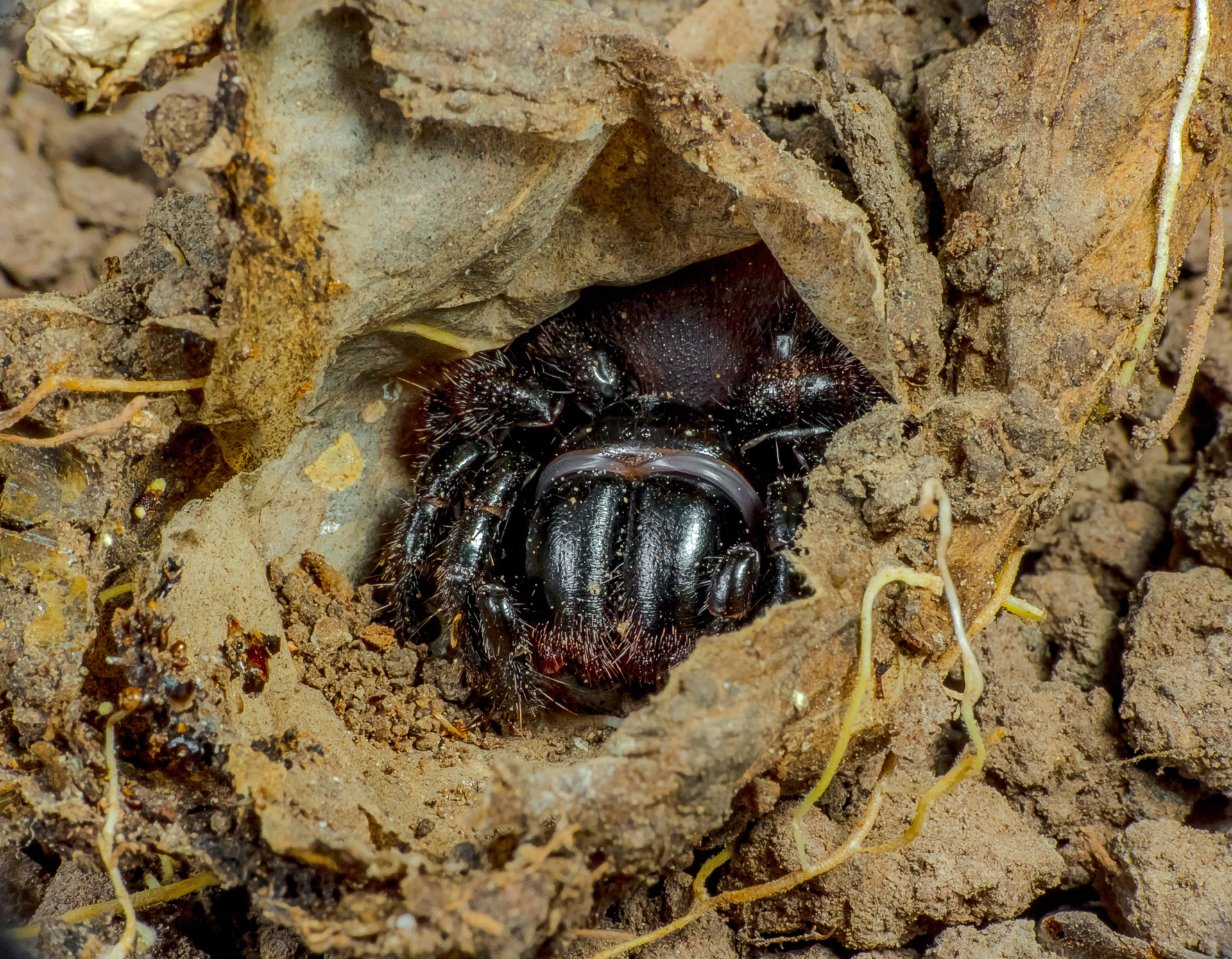
Missulena bradleyi em uma toca

Os insetos são as principais presas das aranhas-rato, mas sua dieta pode incluir pequenos vertebrados e outras aranhas. As presas geralmente são emboscadas de dentro da segurança do "esconderijo", mas aranhas-rato também foram observadas forrageando fora da toca à noite. Com suas poderosas mandíbulas e veneno, elas podem atacar presas que variam de formigas, besouros e aranhas a pequenos lagartos e sapos. Como em todas as aranhas modernas, as mandíbulas das aranhas se movem para dentro e para fora lateralmente, em vez do movimento direto para cima e para baixo do antigo grupo de aranhas.

## Veneno
Seu veneno possui toxinas semelhantes à delta atracotoxina encontrada no veneno da aranha-teia-de-funil, e o antiveneno da aranha-teia-de-funil mostrou-se eficaz no tratamento de picadas graves de aranha-rato. No entanto, comparado à aranha-teia-de-funil, a aranha-rato-oriental é muito menos agressiva para os seres humanos e pode frequentemente dar mordidas "secas" (sem veneno).

### Sintomatologia
Os sintomas comuns das picadas de aranha-rato-oriental são dormência e formigamento no local da picada, sudorese, dor de cabeça e náusea em geral. Embora pareça ser o membro mais perigoso do gênero, envenenamentos graves por essa espécie são relativamente raros. A maioria das mordidas documentadas na literatura médica não requer uso de antiveneno ou envolve sintomas graves.